# محمد القصار
محمد القصار هو لاعب كرة يد كويتي. تنافس في دورة الألعاب الأولمبية الصيفية عام 1980.